# Чашник
Ча́шник — придворная должность, а также название монаха, заведовавшего в монастырях напитками и винными погребами.

## В Русском царстве
Чашник — должность и чин в хозяйстве русских князей и царей в XIII — начале XVIII веках. Впервые упомянут в грамоте Великого князя рязанского Олега Ивановича: "Юрья чашник" (1356). С XIII века чин постоянный и располагался между Окольничим и Думным дворянином, часто в чашники жаловали из комнатных стольников. В обязанности входило быть при столе Государя и подносить ему напитки, пробуя перед этим напитки, для пресечения случаев отравления. Ему подчинялись клюшники: степенные, путные, сытного, кормового и хлебного дворцов, чарошники, сытники, подкладники, стряпчие — имевшие в заведении припасы и платья, бочкари, винокуры, квасники, пивовары, повара, мастера и подмастерья, пирожные мастера, хлебники, сторожа водочных запасов — кафтаны которых, в отличие от других, были специально расшиты. Чашник руководил особым дворцовым учреждением, в ведении которого находилось питейное дело, а также бортовое пчеловодство. Чашник ведал также административным и судебным управлением на подчиненных территориях, дворцовыми сёлами и деревнями, населёнными добывающими мед бортниками и дворцовыми бортными лесами, сбором налогов и податей с лиц занимающихся бортничеством. Одной из основных функций чашников было производство и поставка воска для свечей в церкви и монастыри. Чашники относились к числу ближайших советников князя. В XVI-XVII веках административные функции чашника переходят в ведение Сытенному двору и их функции резко снижаются..
Прислуживал князю, царю на праздничных обедах; ведал пчеловодством и медоварением. В ведении чашника находились винные погреба. Известным чашником был Василий Бутурлин.

## В Великом княжестве Литовском
В Великом княжестве Литовском должность чашника известна с 1409 года и была очень почётной. Её занимали лишь представители знатнейших родов, как и должность заместителя чашника — подчашего. Светские сановники, в числе которых были и чашники получали титул баронов или комитов (comes). Со временем должность стала номинальной, то есть не связанной с выполнением каких-либо обязанностей. С XVII века должность известна под польским названием чесник. Существовали также поветовые чашники.